# کسادا

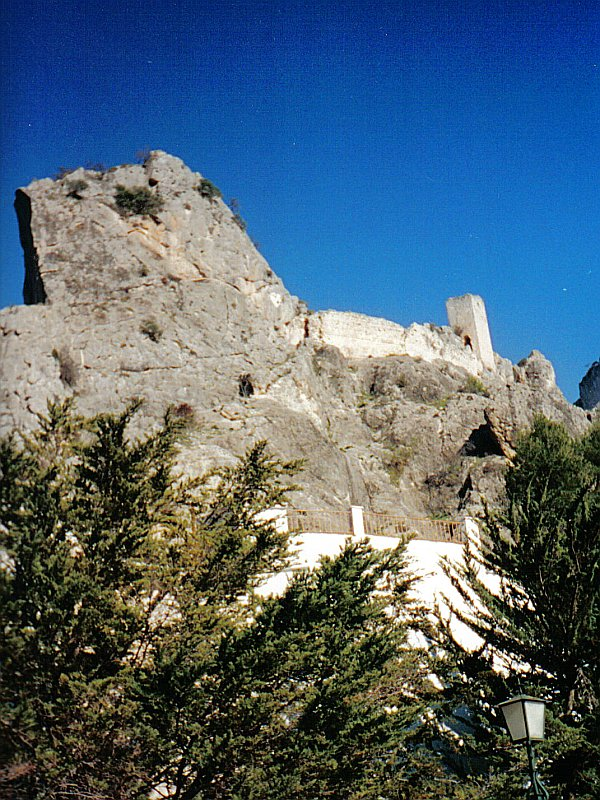
دژ تیسکار (Tíscar)

کِسادا (به اسپانیایی: Quesada) یکی از دهستان‌های استان خائن در جنوب کشور اسپانیا است. این شهر با مساحت ۳۲۸ کیلومتر مربع، ۵۹۰۶ تن جمعیت دارد.

## شهر دوقلو
- وییاخویوسا, اسپانیا